# Княгининівська сільська громада
Княгининівська сільська об'єднана територіальна громада — колишня об'єднана територіальна громада в Україні, в Луцькому районі Волинської області. Адміністративний центр — село Княгининок.
Площа громади — 69,95 км², населення — 7891 мешканець (2018).
Утворена 9 серпня 2016 року шляхом об'єднання Рокинівської селищної ради та Княгининівської сільської ради Луцького району.
Перспективним планом формування громад Волинської області (2020 року) передбачено ліквідацію громади.
12 червня 2020 року громаду ліквідовано, територія увійшла до меж новоутвореної Луцької міської ОТГ.

## Населені пункти
До складу громади входять 1 смт (Рокині) і 8 сіл: Брище, Буків, Зміїнець, Княгининок, Милушин, Милуші, Моташівка та Сирники.